# Geron maculifacies
Geron maculifacies är en tvåvingeart som beskrevs av Hesse 1938. Geron maculifacies ingår i släktet Geron och familjen svävflugor. Inga underarter finns listade i Catalogue of Life.